# Exochus velatus
Exochus velatus är en stekelart som beskrevs av Valentina I. Tolkanitz 2003. Exochus velatus ingår i släktet Exochus och familjen brokparasitsteklar. Inga underarter finns listade i Catalogue of Life.